# Wskaźnik Sokolowa-Lyona
Wskaźnik Sokolowa-Lyona – zespół kryteriów elektrokardiograficznych, opracowany w roku 1949 przez Maurice'a Sokolowa i Thomasa P. Lyona, mający na celu diagnozowanie przerostu komór serca, odpowiednio:
- przerostu lewej komory:
  - Załamek S w odprowadzeniu V1 + załamek R w odprowadzeniu V5 lub V6 > 35 mm (wytyczne PTNT 2019 r.)
  - (opcjonalnie) Załamek R w odprowadzeniu V5 albo V6 > 2,6 mV
- przerostu prawej komory:
  - Załamek R w odprowadzeniu V1 + załamek S w odprowadzeniu V5 albo V6 > 1,1 mV

Kryteria te nie są diagnostycznie pewne, zmiany wyżej opisane mogą występować na przykład u wysportowanych osób zdrowych. Obecnie do rozpoznawania przerostu mięśnia sercowego służy prawie wyłącznie echokardiografia.